# (4816) Connelly
(4816) Connelly est un astéroïde de la ceinture principale.

## Description
(4816) Connelly est un astéroïde de la ceinture principale. Il fut découvert le 3 août 1981 à la station Anderson Mesa par Edward L. G. Bowell. Il présente une orbite caractérisée par un demi-grand axe de 2,59 UA, une excentricité de 0,27 et une inclinaison de 11,8° par rapport à l'écliptique.

## Compléments